# Asbury Park
Asbury Park is een plaats (city) in de Amerikaanse staat New Jersey, en valt bestuurlijk gezien onder Monmouth County.
De plaats is bekend geworden als een Mekka voor musici, vooral door de door R&B beïnvloede rock-'n-roll die bekendstaat als de Jersey Shore sound.
Bruce Springsteen begon zijn carrière in de clubs van Asbury Park. Toen hij in 1973 zijn eerste album uitbracht, noemde hij het Greetings from Asbury Park, N.J.. Een van de songs op zijn tweede album The Wild, the Innocent and the E Street Shuffle is getiteld 4th of July, Asbury Park (Sandy).
Ook de band Southside Johnny & the Asbury Jukes ontleende zijn naam aan dit park.

## Demografie
Bij de volkstelling in 2000 werd het aantal inwoners vastgesteld op 16.930.
In 2006 is het aantal inwoners door het United States Census Bureau geschat op 16.546, een daling van 384 (-2,3%).

## Geografie
Volgens het United States Census Bureau beslaat de plaats een oppervlakte van
4,1 km², waarvan 3,7 km² land en 0,4 km² water. Asbury Park ligt op ongeveer 10 m boven zeeniveau.

## Plaatsen in de nabije omgeving
De onderstaande figuur toont nabijgelegen plaatsen in een straal van 4 km rond Asbury Park.

## In popcultuur
- Asbury Park werd in 1973 bekend nadat Bruce Springsteen zijn eerste album Greetings from Asbury Park, N.J. noemde.
- In de film Dogma van Kevin Smith nam God de gestalte van een man aan, om skeeball in Asbury Park te spelen. Ook een andere film van Smith, Chasing Amy, werd deels in Asbury Park opgenomen.
- Blondie trad er op 7 juli 1979 op in de Convention Hall.[4]
- De film City by the Sea (2002) met Robert De Niro werd in en om Asbury Park opgenomen, hoewel de film zich afspeelde in Long Beach, New York. Anderzijds speelde de film Dark Ride (2006) met Jamie-Lynn Sigler zich af in Asbury Park, terwijl eigenlijk in Los Angeles werd gefilmd.
- Asbury Park is een centraal punt in de film Greta (2009).
- De aflevering Funhouse van The Sopranos speelt zich deels af in Asbury Park.

## Geboren in Asbury Park
- Bud Abbott (1897–1974), Amerikaan acteur, producent en komiek
- Herbie Fields (1919-1958), Amerikaans jazz-saxofonist/klarinettist
- Fred Kareman (1930-2007), Amerikaans acteur
- Paul Bryant (1933–2009), Amerikaans acteur, organist en jazzpianist
- Wendy Williams (1964), Amerikaans voormalig televisiepresentatrice, mediapersoonlijkheid en schrijfster
- Natanya Ross (1981), Amerikaans actrice